# مسجد مکی (یزد)
مسجد مکی مربوط به دوره متاخر اسلامی افشار تا دوره قاجار است و در یزد، خیابان انقلاب، محله کسنویه واقع شده و این اثر در تاریخ ۱۵ دی ۱۳۸۷ با شمارهٔ ثبت ۲۴۳۴۷ به‌عنوان یکی از آثار ملی ایران به ثبت رسیده است.